# Copa Centroamericana
Copa Centroamericana, fram till 2011 under namnet UNCAF-mästerskapet, är en regional turnering för CONCACAF:s centralamerikanska lag, som är styrda av UNCAF. Turneringen hålls vartannat år och utgör samtidigt ett kval till Concacaf Gold Cup.
7 landslag kan delta i Copa Centroamericana:
- Belize
- Costa Rica
- Guatemala
- Honduras
- Nicaragua
- Panama
- El Salvador

## Resultat

### UNCAF-mästerskapet
| År   | Värdnation | Vinnare    | Tvåa       | Trea      | Fyra        |
| ---- | ---------- | ---------- | ---------- | --------- | ----------- |
| 1991 | Costa Rica | Costa Rica | Honduras   | Guatemala | El Salvador |
| 1993 | Honduras   | Honduras   | Costa Rica | Panama    | El Salvador |

| År   | Värdnation  | Final    | Final    | Final     | Match om tredjepris | Match om tredjepris | Match om tredjepris |
| År   | Värdnation  | Vinnare  | Resultat | Tvåa      | Trea                | Resultat            | Fyra                |
| ---- | ----------- | -------- | -------- | --------- | ------------------- | ------------------- | ------------------- |
| 1995 | El Salvador | Honduras | 3 – 0    | Guatemala | El Salvador         | 2 – 1               | Costa Rica          |

| År   | Värdnation | Vinnare    | Tvåa       | Trea        | Fyra        |
| ---- | ---------- | ---------- | ---------- | ----------- | ----------- |
| 1997 | Guatemala  | Costa Rica | Guatemala  | El Salvador | Honduras    |
| 1999 | Costa Rica | Costa Rica | Guatemala  | Honduras    | El Salvador |
| 2001 | Honduras   | Guatemala  | Costa Rica | El Salvador | Panama      |
| 2003 | Panama     | Costa Rica | Guatemala  | El Salvador | Honduras    |

| År   | Värdnation  | Final      | Final       | Final      | Match om tredjepris | Match om tredjepris | Match om tredjepris |
| År   | Värdnation  | Vinnare    | Resultat    | Tvåa       | Trea                | Resultat            | Fyra                |
| ---- | ----------- | ---------- | ----------- | ---------- | ------------------- | ------------------- | ------------------- |
| 2005 | Guatemala   | Costa Rica | 1 – 1 (7–6) | Honduras   | Guatemala           | 3 – 0               | Panama              |
| 2007 | El Salvador | Costa Rica | 1 – 1 (4–1) | Panama     | Guatemala           | 1 – 0               | El Salvador         |
| 2009 | Honduras    | Panama     | 0 – 0 (5–3) | Costa Rica | Honduras            | 1 – 0               | El Salvador         |

### Copa Centroamericana
| År   | Värdnation | Final      | Final    | Final      | Match om tredjepris | Match om tredjepris | Match om tredjepris |
| År   | Värdnation | Vinnare    | Resultat | Tvåa       | Trea                | Resultat            | Fyra                |
| ---- | ---------- | ---------- | -------- | ---------- | ------------------- | ------------------- | ------------------- |
| 2011 | Panama     | Honduras   | 2 – 1    | Costa Rica | Panama              | 0 – 0 (5–4)         | El Salvador         |
| 2013 | Costa Rica | Costa Rica | 1 – 0    | Honduras   | El Salvador         | 1 – 0               | Belize              |
| 2014 | USA        | Costa Rica | 2 – 1    | Guatemala  | Panama              | 1–0                 | El Salvador         |

| År   | Värdnation | Vinnare  | Tvåa   | Trea        | Fyra       |
| ---- | ---------- | -------- | ------ | ----------- | ---------- |
| 2017 | Panama     | Honduras | Panama | El Salvador | Costa Rica |

## Tabell
Poängtabell för perioden 1991–2013
| Nr | Lag         | S  | V  | O  | F  | GM | IM | MS  | P   |
| -- | ----------- | -- | -- | -- | -- | -- | -- | --- | --- |
| 1  | Costa Rica  | 53 | 33 | 12 | 8  | 98 | 31 | +67 | 111 |
| 2  | Honduras    | 51 | 28 | 11 | 12 | 98 | 43 | +55 | 95  |
| 3  | Guatemala   | 47 | 20 | 14 | 13 | 56 | 44 | +12 | 74  |
| 4  | El Salvador | 54 | 18 | 13 | 23 | 53 | 65 | −12 | 67  |
| 5  | Panama      | 42 | 14 | 11 | 17 | 40 | 46 | −6  | 53  |
| 6  | Nicaragua   | 34 | 4  | 4  | 26 | 24 | 97 | −73 | 16  |
| 7  | Belize      | 25 | 1  | 5  | 19 | 17 | 59 | −42 | 8   |